# Nakajima Hikari
El Nakajima Hikari (光 luz?) fue un motor radial de 9 cilindros refrigerado por aire, empleado en aviones navales japoneses previamente y durante la Segunda Guerra Mundial, entregando una potencia, según versiones, de entre 700 y 840 hp.

## Especificaciones
- Desplazamiento: 32,6 litros
- Diámetro por carrera: 160 × 180 mm
- Potencia: 720 PS

## Aparatos que lo emplearon
Japón
- Aichi D1A
- Aichi D3A (sólo en el prototipo)
- Mitsubishi F1M (sólo en el F1M1)
- Nakajima A4N
- Nakajima B5N (sólo en el B5N1)
- Nakajima C3N
- Yokosuka B4Y

## Motores similares
- Bristol Pegasus
- Shvetsov M-25
- Wright R-1820